# Acaulospora rugosa
Acaulospora rugosa är en svampart som beskrevs av J.B. Morton 1986. Acaulospora rugosa ingår i släktet Acaulospora och familjen Acaulosporaceae.   Inga underarter finns listade i Catalogue of Life.